# Чуль, Данила Александрович
Данила Александрович Чуль (бел. Даніла Аляксандравіч Чуль; род. 14 февраля 2005, Погост Загородский, Брестская область) — белорусский футболист, нападающий клуба «Энергетик-БГУ».

## Карьера
Выпускник Академии АБФФ. В 2021 года футболист становился лучшим нападающим 2005 года рождения на турнире памяти Валентина Белькевича. В июле 2022 года футболист стал игроком столичного «Энергетика-БГУ». Дебютировал за клуб футболист 5 августа 2022 года в матче против «Витебска», выйдя на замену на 73 минуте. Футболист смог быстро закрепиться в основной команде клуба, однако выходил на поле со скамейки запасных, результативными действиями не отличившись. По итогу сезона футболист вместе с клубом стал серебряным призёром чемпионата. Новый сезон футболист начинал на скамейке запасных. Первым результативным действием за клуб футболист отличился отличился 13 мая 2023 года в матче против «Минска», отдав голевую передачу. По итогу сезона футболист вместе с клубом заняли итоговое предпоследнее место в чемпионате, отправившись в стыковые матчи за сохранение прописки, где уступили «Витебску» и вылетел в Первую лигу.
Перед началом нового сезона в январе 2024 года футболист был выбрал капитаном клуба. Новый сезон за клуб футболист начал 5 апреля 2024 года с матча против «Островца», выйдя на поле в стартовом составе.

## Международная карьера
В феврале 2022 года дебютировал за юношескую сборную Беларуси до 17 лет. В ноябре 2022 года дебютировал за сборную Беларуси до 18 лет против сверстников из России. В июне 2023 года дебютировал за юношескую сборную Беларуси до 19 лет в товарищеском матче против Грузии, выйдя на замену на 75 минуте.